# ゲヴォルク・アリハニャン
ゲヴォルク・サルキソヴィチ（サルギソヴィチ）・アリハニャン（ロシア語: Геворк (Геворг) Саркисович (Саргисович) Алиханян、1897年 - 1938年2月13日）、民族名ゲヴォルグ・サルグシ・アリハニアン（アルメニア語: Գևորգ Սարգսի Ալիխանյան）は、アルメニア人のボリシェヴィキ。ロシア語で名と父称はゲオルギー・セルゲーエヴィチ (Георгий Сергеевич)、姓はアリハノフ (Алиханов) とも。

## 生涯

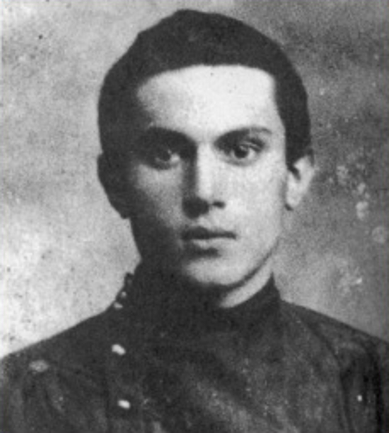
宗教学校でのアリハニャン(1914年〜1915年頃)

1897年、ロシア帝国チフリス県チフリスの裕福な家庭に生まれたアルメニア人。青年期は無政府主義やダシュナク党に接近し、1915年から積極的に革命運動に参加。チフリス・ネルセス・アルメニア宗教学校に在学中は同級生のアナスタス・ミコヤンを自宅に間借りさせていた。また、カモやラヴレンチー・ベリヤとも親交があった（しかし、1916年にはベリヤの女性の扱いを問題視して殴打する事件を起こしている）。
ミコヤンと共に宗教学校を卒業した後は第一次世界大戦期の1916年にロシア帝国陸軍に入隊。コーカサス戦線にて勇敢に戦う。二月革命後の1917年3月からボリシェヴィキとなり、チフリスの党組織およびバクー・コミューンで活動。コミューンの崩壊後も、現地でボリシェヴィキの武装蜂起を訴える戦闘グループに属した。1920年のアルメニア社会主義ソビエト共和国にも役割を果たし、同年9月10日からはアルメニア共産党中央委員会責任書記、翌1921年2月からはディリジャン郡とカラキリス郡革命委メンバーを務めた。以来、党中央委局員アガシ・ハンジャンとは生涯の友となったが、同年3月には党中央委員アスカナズ・ムラヴャンによって、他の若いボリシェヴィキとともに知識人・将校・野党・農民に対して独裁的な態度を取っているとモスクワに報告された。
これが原因となったかは定かでないが、アリハニャンは同年5月19日にアルメニア党責任書記を辞し、その後モスクワでロシア共産党バウマン地区 (ru) 委メンバー、翌1922年からはペトログラードで党ヴィボルグ地区委煽動・宣伝部部長に就いた。しかし、ペトログラード県ソビエト執行委議長グリゴリー・ジノヴィエフと反りが合わず、1924年にアリハニャンはチタへ移った。
1926年2月、ザカフカース時代の親友セルゲイ・キーロフの党レニングラード県委責任書記就任に伴い、アリハニャンは一家でレニングラードに転居。ホテル・アストリア、ベヌアの家、そしてマーラヤ・モルスカヤ通り18番地に住んだ。同年から翌1927年まで全連邦共産党ヴァシリエフスキー・オストロフ地区委に勤務し、1927年には同委責任書記を務めた。同年にはネヴァ地区委責任書記も務め、この党組織から第15回と第16回の党大会に出席している。
1931年にアリハニャンはコミンテルン執行委に招かれてモスクワへ移り、トヴェルスカヤ通りのフィリッポフ・ベーカリー (ru) 跡地に住んだ。同年からは同委人事部に勤め、またコミンテルンではドロレス・イバルリ、ボリス・ポノマリョフ、ゲオルギー・マレンコフ、ドミトリー・マヌイリスキーらの活動家を家に招くなどの親交を持った。1937年5月までは人事部部長を務め、在任中にはヨシップ・ブロズ・チトーを非難の告発から救っている。
大粛清が吹き荒れ、党の有力幹部が次々と失脚していく中、アリハニャンも粛清の対象となる。1937年5月26日朝、アリハニャンは娘エレーナの部屋を訪れ、「やあ、カルメン＝ジュリエット、ダウンもなければ羽毛もない！ きれいなハンカチはどこか知らないかい？」と聞いた。そしてエレーナからハンカチを借りて出勤し、そのまま逮捕され、二度と帰らなかった。アリハニャンは翌1938年2月13日に連邦最高裁軍事参議会によって反革命的テロ組織への参加を理由に死刑判決を下され、同日コムナルカ射撃場で銃殺された（公式には、1939年11月11日に肺炎で死去したとされた）。その後、アリハニャンは1954年10月に名誉回復がなされた。

## 家族
チタで活動していた頃、ゲヴォルクはルフィ・ボンネル（後に党中央委附属マルクス・エンゲルス・レーニン研究所勤務）と出会い結婚。ルフィの連れ子エレーナ（後の人権活動家アンドレイ・サハロフの妻）を養女とし、表向きには実の娘として育てた。1927年にはルフィとの間に息子エゴール（後に大ソビエト乾燥貨物船上級補佐官）を儲けた。ゲヴォルクの粛清後は、ルフィも逮捕され、1946年までアクモリンスク祖国反逆者の妻ラーゲリで過ごした。
また、ゲヴォルクはルフィの前にもアルメニア、モスクワとペトログラードで協同していたアルメニア人女性と結婚していた（彼女はペトログラードで鉄道事故死した）。1922年にゲヴォルクがペトログラードで儲けた娘には、何らかの理由で、ゲヴォルクからではなくルフィから養育費が支払われていた。